# Rejon hłobyński
Rejon hłobyński – dawna jednostka administracyjna w składzie obwodu połtawskiego Ukrainy. Zlikwidowany w wyniku reformy administracyjno-terytorialnej 19 lipca 2020. Wszedł w skład zmienionego obszaru rejonu krzemieńczuckiego.
Powstał w 1923. Miał powierzchnię 2500 km². Siedzibą władz rejonu było miasto Hłobyne.
W skład rejonu wchodziły 1 miejska rada, 1 osiedlowa rada oraz 25 silskich rad, obejmujących 94 wsie i 4 osady.